# Guisamopa
Guisamopa es un pueblo del municipio de Sahuaripa, en el oeste del estado de Sonora, México. 
Ubicación: 28°38'46"  Norte, 109°6'26" Oeste, a 680 m.s.m. 
Se encuentra 52 kilómetros al sur de Sahuaripa. 

## Historia
Los primeros, pobladores fueron los Ópatas . Guisamopa significa "Lugar pedregoso" en ópata.
Esta era una región originalmente habitada por los indios Guarijíos, la comunidad de Guisamopa tiene su origen precisamente en tribus de la Pimería Alta y Ópatas, su nombre proviene de la voz ópata que significa “Lugar Pedregoso”, “Mesa Pedregosa” o “Vivienda Sobre Piedra”.
La tribu de los Ópatas, desde la conquista de este país, manifestó un carácter dócil y simpatía hacia los blancos, siempre inclinados al orden y a la paz. Los Ópatas fueron  la primera raza con la que trataron los españoles. Poseían diferentes estirpes, unos eran Jovas, Següis, Tegüimas y Caüinachis. Los Ópatas eran de baja estatura, fuertes y resistentes para caminar, por lo que eran excelentes para el correo de a pie y para escoltas. Fueron buenos guerreros, luchaban contra los Apaches, sus armas eran las flechas como todos los demás indios, después se hicieron diestros con las armas de fuego y eran muy certeros en su puntería.
Se sabe que esta población fue fundada en el año de 1830. El siglo pasado un señor de apellido Terán, se apoderó de Guisamopa, el cual la vende al señor Isidro Agüayo hacendado de Güisamopa. Alrededor de los años 1895 al 1900, a esta comunidad le tocó ser cabecera municipal.
En el año de 1905, se levantan cerca de 40 hombres en contra del señor Agüayo y del gobierno, exigiendo que se les dé terreno para trabajar, causa por la cual los señores Jesús Quintana, Antonio Campa, Rosalío García, Zacarías Ortega, Alfredo Coronado, Julio Jiménez, Francisco Rivera y Jesús Rivera fueron encerrados por un año en la cárcel de Sahuaripa, o sea, por querer obtener un terreno Ejidal.
Durante la revolución mexicana la comunidad participó en las luchas revolucionarias, sobresalieron los señores Severiano Méndez y Jesús Jiménez.
En 1914, los señores Jesús Robles y Francisco Rivera, hablaron con el presidente Eulalio Gutiérrez en la Ciudad de Hermosillo, Sonora y les otorgó el permiso para la fundación de Guisamopa, entonces se retira el hacendado Isidro Agüayo, quedando su hijo Arturo Agüayo, quien no permite que esto se lleve a cabo.
En 1915 de nuevo se une la gente campesina, hablando otra vez con el presidente Roque González Garza, quien les ofrece mandar un ingeniero topógrafo para que sea medido el terreno ejidal.
El 25 de enero de 1919, es cuando queda erigido el Pueblo de Guisamopa, y el 26 de abril de 1921 se le dota de 1,200-00-00  hectáreas más.
El 6 de agosto de 1927, se hace la posesión de Güisamopa con 2,800-00-00 hectáreas con el nombre de Guisamopa, Municipio de Tacupeto, ex distrito de Sahuaripa.